# John Ruskin

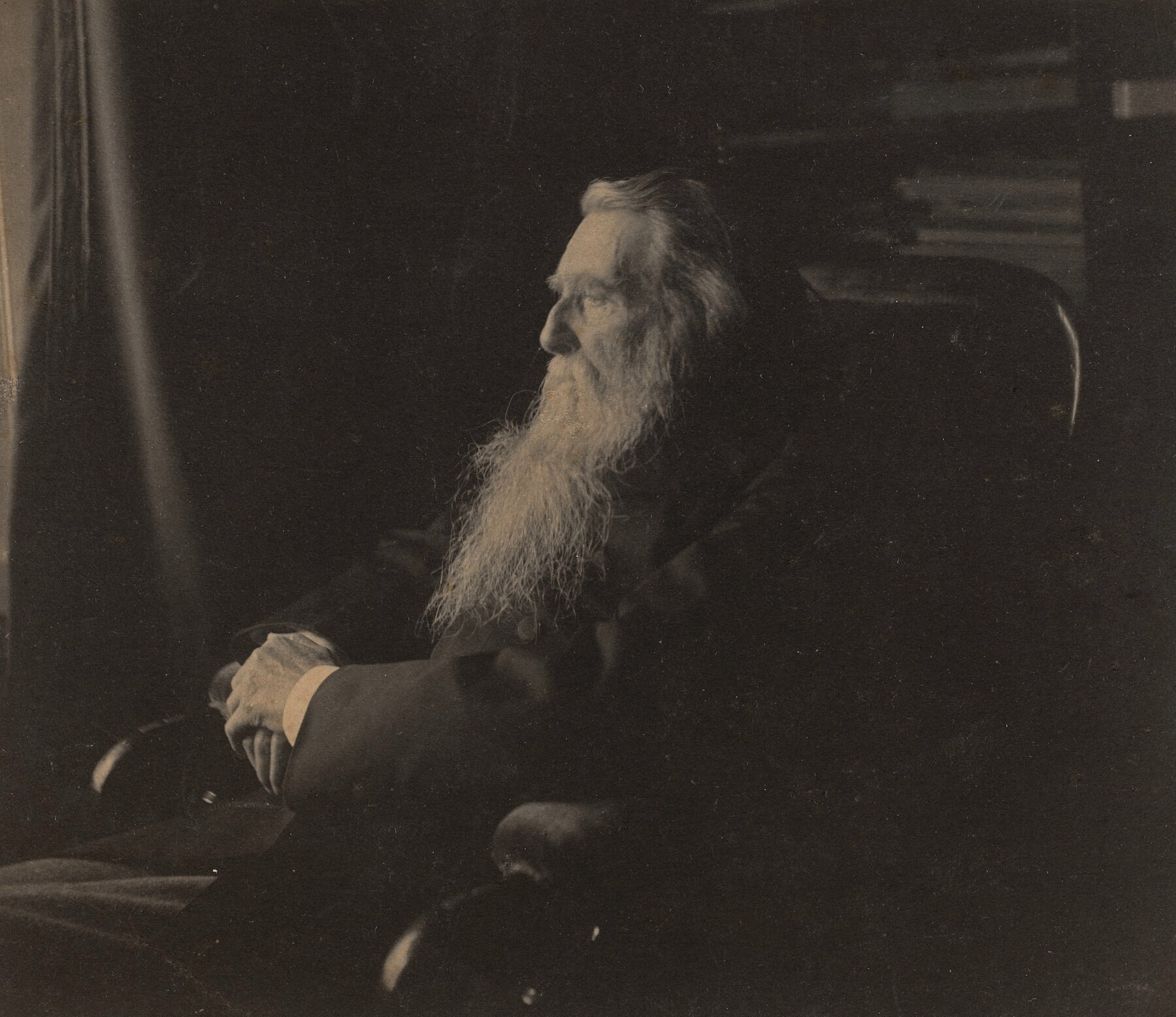
Frederick Hollyer: John Ruskin, 1894

John Ruskin (8. února 1819, Londýn – 20. ledna 1900, Brantwood) byl anglický spisovatel, básník, vědec a umělecký kritik.

## Život a kariéra
Narodil se do dobře situované rodiny obchodníka s cherry a vínem. Základy vzdělání získal díky domácímu učiteli, později studoval na univerzitě v Oxfordu.
Od roku 1867 měl Ruskin na univerzitě v Cambridge hodnost Rede Lecturera, v letech 1869–1884 působil jako profesor na univerzitě v Oxfordu. Tehdy tam založil malířskou školu a muzeum. Chtěl, aby všechna anglická muzea byla přístupná veřejnosti zdarma.
Byl výborným učitelem, jeho snahou bylo umožnit vzdělání všem, i chudým.
Ruskin je považován za nejvlivnějšího obdivovatele hnutí prerafaelitů (Arts & Crafts). Díky publikování svého listu v novinách Times v roce 1851, ve kterém vyjádřil podporu jejich myšlence vztahu k přírodě, se hnutí stalo populárním a společnost ji začala akceptovat.
Jelikož byl socialistou, po smrti svého otce v roce 1864 daroval většinu zděděných peněz Whitelands College v Chelsea, škole Johna Ruskina v Camberwellu a cechu svatého Jiří v Paddingtonu.
Díky svým nejvýznamnějším knihám o umění Modern Painters, The Seven Lamps of Architecture a The Stones of Venice se stal Ruskin jedním z nejuznávanějších a nejobdivovanějších kritiků viktoriánské éry.
Na konci svého života kvůli nervovému onemocnění téměř vůbec nemluvil a přestal úplně psát.

## Myšlenky

### Dějiny umění
V jedenácti letech publikoval John Ruskin svoji první báseň. V dějinách umění je považován za významného autora a to především svým dílem Modern painters. V oblasti dějin umění se přiklání k názoru, že příroda by měla být předlohou pro umění.

### Kritika ekonomického myšlení
Ruskinovi v jeho době vadila podřízenost morálních principů těm ekonomickým a snažil se apelovat o opak.  Pokud člověk zbohatne, získá dle Ruskina nejen moc, ale i zodpovědnost například za lidi, které zaměstnává.  Ruskinův postoj vychází z přesvědčení o správcovství a tedy zodpovědnosti za věci spravované. A všechny naše činy mají sloužit obecnému blahu a ušlechtilým cílům. Mezi jeho myšlenkami lze nalézt i příklon k dobrovolné skromnosti, když navrhuje jako povinnost dobrého člověka omezení jeho potřeb na nejnutnější.

## Osobní život
V osmadvaceti letech pojal Ruskin za ženu o deset let mladší Effie Grayovou. Po spatření jejího nahého těla o svatební noci jej ovšem cosi natolik vyvedlo z míry, že manželství odmítl konzumovat. Problém spočíval s největší pravděpodobností v jeho nestandardním sexuálním založení, kdy projevoval náklonnost vůči mladičkým dívenkám, zatímco dospělé ženy jej eroticky nepřitahovaly. Roku 1854 bylo manželství po šesti letech anulováno, když lékař potvrdil, že paní Ruskinová je stále panna. Effie se následně provdala za malíře Johna Everetta Millaise, jemuž porodila osm dětí. John Ruskin už nikdy s nikým žádný intimní vztah nenavázal.
O tomto kuriózním případu pojednává britský snímek z roku 2014 s názvem Effie Gray (film), kde Ruskina ztvárnil Greg Wise a jeho manželku Dakota Fanningová.

## Dílo
- The Poetry of Architecture (1838)
- The King of the Golden River (1841)
- Modern Painters (1843)
- Modern Painters II (1846)
- The Seven Lamps of Architecture (1849)
- Pre-Raphaelitism (1851)
- The Stones of Venice I (1851)
- The Stones of Venice II and III (1853)
- Architecture and Painting (1854)
- Modern Painters III (1856)
- The Harbours of England (1856)
- Political Economy of Art (1857)
- The Two Paths (1859)
- The Elements of Perspective (1859)
- Modern Painters IV (1860)
- Unto This Last (1862)
- Munera Pulveris (Essays on Political Economy) (1862)
- Cestus of Aglaia (1864)
- Sesame and Lilies (1865)
- The Ethics of the Dust (1866)
- The Crown of Wild Olive (1867)
- Time and Tide (1867)
- The Flamboyant Architecture of the Somme (1869)
- The Queen of the Air (1869)
- Verona and its Rivers (1870)
- Aratra Pentelici (1872)
- The Eagle's Nest (1872)
- Love's Meinie (1873)
- Ariadne Florentina (1873)
- Val d'Arno (1874)
- The Ethics of the Dust 1875
- Mornings in Florence (1877)
- Fiction, Fair and Foul (1880)
- Deucalion (1883)
- St Mark's Rest (1884)
- Storm-Clouds of the Nineteenth Century (1884)
- Bible of Amiens (1885)
- Proserpina (1886)
- Praeterita (1889)